# Mistrzostwa Świata w Piłce Nożnej 2026 (eliminacje strefy AFC)/Grupa G
W Grupie G drugiej rundy eliminacji do Mistrzostw Świata 2026 biorą udział następujące zespoły:
- Arabia Saudyjska
- Jordania
- Tadżykistan
- Pakistan (zwycięzca dwumeczu z  Kambodżą w pierwszej rundzie eliminacji)

## Tabela
| Lp. | Drużyna          | M | Z | R | P | B+ | B– | +/– | Pkt | Kwalifikacja            |     | Jordania | Arabia Saudyjska | Tadżykistan | Pakistan |
| --- | ---------------- | - | - | - | - | -- | -- | --- | --- | ----------------------- | --- | -------- | ---------------- | ----------- | -------- |
| 1   | Jordania         | 6 | 4 | 1 | 1 | 16 | 4  | +12 | 13  | Awans do trzeciej rundy |     |          | 0–2              | 3–0         | 7–0      |
| 2   | Arabia Saudyjska | 6 | 4 | 1 | 1 | 12 | 3  | +9  | 13  | Awans do trzeciej rundy |     | 1–2      |                  | 1–0         | 4–0      |
| 3   | Tadżykistan      | 6 | 2 | 2 | 2 | 11 | 7  | +4  | 8   |                         |     | 1–1      | 1–1              |             | 3–0      |
| 4   | Pakistan         | 6 | 0 | 0 | 6 | 1  | 26 | −25 | 0   |                         | 0–3 | 0–3      | 1–6              |             |          |

## Wyniki
| 16 listopada 202314:00 CET | Tadżykistan | 1:1(0:0) | Jordania        | Stadion Pamir, Duszanbe Widzów: 13 650 Sędzia: Ali Sabah |
| 16 listopada 202314:00 CET | Samiev 89'  | 1:1(0:0) | 90+3' Al-Naimat | Stadion Pamir, Duszanbe Widzów: 13 650 Sędzia: Ali Sabah |

| 16 listopada 202315:45 CET | Arabia Saudyjska                                    | 4:0(1:0) | Pakistan | Prince Abdullah bin Jalawi Stadium, Al-Hufuf Sędzia: Hanna Hattab |
| 16 listopada 202315:45 CET | Al-Shehri 6', 48' (k) · Ghareeb 90+1' · Radif 90+6' | 4:0(1:0) |          | Prince Abdullah bin Jalawi Stadium, Al-Hufuf Sędzia: Hanna Hattab |

| 21 listopada 202312:00 CET | Pakistan | 1:6(1:4) | Tadżykistan                                                                   | Stadion Jinnah, Islamabad Widzów: 18 316 Sędzia: Yusuke Araki |
| 21 listopada 202312:00 CET | Nabi 21' | 1:6(1:4) | 9', 66' Kamolov · 13' Soirov · 26' Umarbajew · 45' Pandższanbe · 90+1' Samiev | Stadion Jinnah, Islamabad Widzów: 18 316 Sędzia: Yusuke Araki |

| 21 listopada 202317:00 CET | Jordania          | 0:2(0:2) | Arabia Saudyjska | miejsce Międzynarodowy, Amman Sędzia: Ahmed Al-Kaf |
| 21 listopada 202317:00 CET | 8', 30' Al-Shehri | 0:2(0:2) |                  | miejsce Międzynarodowy, Amman Sędzia: Ahmed Al-Kaf |

| 21 marca 202410:00 CET | Pakistan                      | 0:3(0:2) | Jordania | Stadion Jinnah, Islamabad Widzów: 5 000 Sędzia: Rustam Lutfullin |
| 21 marca 202410:00 CET | 2', 86' Al-Taamari · 9' Olwan | 0:3(0:2) |          | Stadion Jinnah, Islamabad Widzów: 5 000 Sędzia: Rustam Lutfullin |

| 21 marca 202420:00 CET | Arabia Saudyjska | 1:0(1:0) | Tadżykistan | Al-Awwal Park, Rijad Widzów: 18 756 Sędzia: Muhammad Taqi |
| 21 marca 202420:00 CET | ad-Dausari 23'   | 1:0(1:0) |             | Al-Awwal Park, Rijad Widzów: 18 756 Sędzia: Muhammad Taqi |

| 26 marca 202416:00 CET | Tadżykistan | 1:1(0:0) | Arabia Saudyjska | Stadion Pamir, Duszanbe Widzów: 13 300 Sędzia: Kim Jong-hyeok |
| 26 marca 202416:00 CET | Soirov 80'  | 1:1(0:0) | 46' Al-Buraikan  | Stadion Pamir, Duszanbe Widzów: 13 300 Sędzia: Kim Jong-hyeok |

| 26 marca 202420:00 CET | Jordania                                                                                | 7:0(2:0) | Pakistan | miejsce Międzynarodowy, Amman Widzów: 14 695 Sędzia: Gamini Nivon Robesh |
| 26 marca 202420:00 CET | Al-Taamari 15', 62', 79' · Al-Naimat 28' (k) · Al-Rosan 52' · Olwan 75' · Abu Zraiq 83' | 7:0(2:0) |          | miejsce Międzynarodowy, Amman Widzów: 14 695 Sędzia: Gamini Nivon Robesh |

| 6 czerwca 202417:30 CEST | Pakistan                             | 0:3(0:2) | Arabia Saudyjska | Stadion Jinnah, Islamabad Widzów: 20 124 Sędzia: Ammar Ebrahim Mahfoodh |
| 6 czerwca 202417:30 CEST | 26', 41' al-Buraikan · 59' Al-Juwayr | 0:3(0:2) |                  | Stadion Jinnah, Islamabad Widzów: 20 124 Sędzia: Ammar Ebrahim Mahfoodh |

| 6 czerwca 202419:30 CEST | Jordania                                | 3:0(0:0) | Tadżykistan | miejsce Międzynarodowy, Amman Widzów: 14 795 Sędzia: Ahmed Al-Kaf |
| 6 czerwca 202419:30 CEST | Olwan 51' · Al-Naimat 68' · Sadeh 90+4' | 3:0(0:0) |             | miejsce Międzynarodowy, Amman Widzów: 14 795 Sędzia: Ahmed Al-Kaf |

| 11 czerwca 202417:00 CEST | Tadżykistan                                  | 3:0(1:0) | Pakistan | Stadion Pamir, Duszanbe Widzów: 7 800 Sędzia: Mooud Bonyadifard |
| 11 czerwca 202417:00 CEST | Mabatszojew 35' · Safarov 65' · Hannonow 70' | 3:0(1:0) |          | Stadion Pamir, Duszanbe Widzów: 7 800 Sędzia: Mooud Bonyadifard |

| 11 czerwca 202420:00 CEST | Arabia Saudyjska | 1:2(1:2) | Jordania                      | Al-Awwal Park, Rijad Widzów: 17 871 Sędzia: Adel Al Naqbi |
| 11 czerwca 202420:00 CEST | Lajami 16'       | 1:2(1:2) | 27' Olwan · 45+2' Al-Rawabdeh | Al-Awwal Park, Rijad Widzów: 17 871 Sędzia: Adel Al Naqbi |

## Strzelcy

### 5 goli
- Musa Al-Taamari

### 4 gole
- Saleh Al-Shehri
- Ali Olwan

### 3 gole
- Firas al-Buraikan
- Yazan Al-Naimat

### 2 gole
- Amadoni Kamolov
- Shahrom Samiev
- Rustam Soirov

### 1 gol
- Salim ad-Dausari
- Musab Al-Juwayr
- Abdulrahman Ghareeb
- Ali Lajami
- Abdullah Radif
- Mohammad Abu Zraiq
- Noor Al-Rawabdeh
- Saed Al-Rosan
- Ibrahim Sadeh
- Rahis Nabi
- Wahdat Hannonow
- Szerwoni Mabatszojew
- Ehson Pandższanbe
- Manucehr Safarov
- Parwizdżon Umarbajew